# Coppa del Re 2022-2023 (pallavolo)
La Coppa del Re 2022-2023, 48ª edizione della coppa nazionale di pallavolo maschile, si è svolta dal 23 al 26 febbraio 2023: al torneo hanno partecipato otto squadre di club spagnole maschili e la vittoria finale è andata per la prima volta al Río Duero Soria.

## Formula
Le squadre hanno disputato quarti di finale, semifinali e finale, tutti giocati in gara unica. L'abbinamento nei quarti di finale è stato determinato dal posizionamento in classifica al termine del girone di andata della SVF 2022-23, con la formazione organizzatrice terza testa di serie se non già qualificatata come prima o seconda classificata.

## Squadre partecipanti
| Squadra         | Qualificazione                                       |
| --------------- | ---------------------------------------------------- |
| Almería         | 7ª al girone di andata SVM 2022-23                   |
| Barcellona      | 6ª al girone di andata SVM 2022-23                   |
| Emevé           | 8ª al girone di andata SVM 2022-23                   |
| Guaguas         | 1ª al girone di andata SVM 2022-23                   |
| Melilla         | 3ª al girone di andata SVM 2022-23                   |
| Río Duero Soria | 2ª al girone di andata SVM 2022-23/Squadra ospitante |
| Teruel          | 4ª al girone di andata SVM 2022-23                   |
| Valencia        | 5ª al girone di andata SVM 2022-23                   |

## Torneo

### Tabellone
|  | Quarti di finale | Quarti di finale | Quarti di finale |                 |   | Semifinali | Semifinali | Semifinali |  |  | Finale | Finale | Finale |  |
|  |                  |                  |                  |                 |   |            |            |            |  |  |        |        |        |  |
|  | 4                | Teruel           | 3                |                 |   |            |            |            |  |  |        |        |        |  |
|  | 4                | Teruel           | 3                |                 |   |            |            |            |  |  |        |        |        |  |
|  | 5                | Valencia         | 2                |                 |   |            |            |            |  |  |        |        |        |  |
|  | 5                | Valencia         | 2                |                 | 4 | Teruel     | 3          |            |  |  |        |        |        |  |
|  |                  |                  |                  |                 | 4 | Teruel     | 3          |            |  |  |        |        |        |  |
|  |                  |                  | 1                | Guaguas         | 1 |            |            |            |  |  |        |        |        |  |
|  | 1                | Guaguas          | 1                | Guaguas         | 1 | 3          |            |            |  |  |        |        |        |  |
|  | 1                | Guaguas          |                  |                 |   |            |            |            |  |  |        |        |        |  |
|  | 8                | Emevé            | 0                |                 |   |            |            |            |  |  |        |        |        |  |
|  | 8                | Emevé            | 0                |                 | 4 | Teruel     | 1          |            |  |  |        |        |        |  |
|  |                  |                  |                  |                 |   |            |            |            |  |  |        |        |        |  |
|  |                  |                  | 2                | Río Duero Soria | 3 |            |            |            |  |  |        |        |        |  |
|  | 3                | Melilla          | 2                | Río Duero Soria | 3 | 3          |            |            |  |  |        |        |        |  |
|  | 3                | Melilla          |                  |                 |   |            |            |            |  |  |        |        |        |  |
|  | 6                | Barcellona       | 1                |                 |   |            |            |            |  |  |        |        |        |  |
|  | 6                | Barcellona       | 1                |                 | 3 | Melilla    | 0          |            |  |  |        |        |        |  |
|  |                  |                  |                  |                 | 3 | Melilla    | 0          |            |  |  |        |        |        |  |
|  |                  |                  | 2                | Río Duero Soria | 3 |            |            |            |  |  |        |        |        |  |
|  | 2                | Río Duero Soria  | 2                | Río Duero Soria | 3 | 3          |            |            |  |  |        |        |        |  |
|  | 2                | Río Duero Soria  |                  |                 |   |            |            |            |  |  |        |        |        |  |
|  | 7                | Almería          | 0                |                 |   |            |            |            |  |  |        |        |        |  |

### Risultati

#### Quarti di finale
| 24 febbraio 2023 Pabellón Los Pajaritos, Soria Durata: 2h:20 - Spettatori: 500   | Teruel          | 3 - 2 | Valencia   | 25-22, 20-25, 18-25, 25-17, 30-28 |
| 24 febbraio 2023 Pabellón Los Pajaritos, Soria Durata: 1h:06 - Spettatori: 700   | Guaguas         | 3 - 0 | Emevé      | 25-18, 25-13, 25-18               |
| 23 febbraio 2023 Pabellón Los Pajaritos, Soria Durata: 1h:45 - Spettatori: 250   | Melilla         | 3 - 1 | Barcellona | 25-23, 25-22, 24-26, 25-16        |
| 23 febbraio 2023 Pabellón Los Pajaritos, Soria Durata: 1h:18 - Spettatori: 2 000 | Río Duero Soria | 3 - 0 | Almería    | 25-23, 25-10, 25-23               |

#### Semifinali
| 25 febbraio 2023 Pabellón Los Pajaritos, Soria Durata: 1h:41 - Spettatori: 1 500 | Teruel  | 3 - 1 | Guaguas         | 25-19, 15-25, 25-22, 25-23 |
| 25 febbraio 2023 Pabellón Los Pajaritos, Soria Durata: 1h:14 - Spettatori: 2 500 | Melilla | 0 - 3 | Río Duero Soria | 22-25, 21-25, 18-25        |

#### Finale
| 26 febbraio 2023 Pabellón Los Pajaritos, Soria Durata: 1h:49 - Spettatori: 2 500 | Teruel | 1 - 3 | Río Duero Soria | 23-25, 16-25, 25-23, 21-25 |